# Aerobie (Wurfspielzeug)

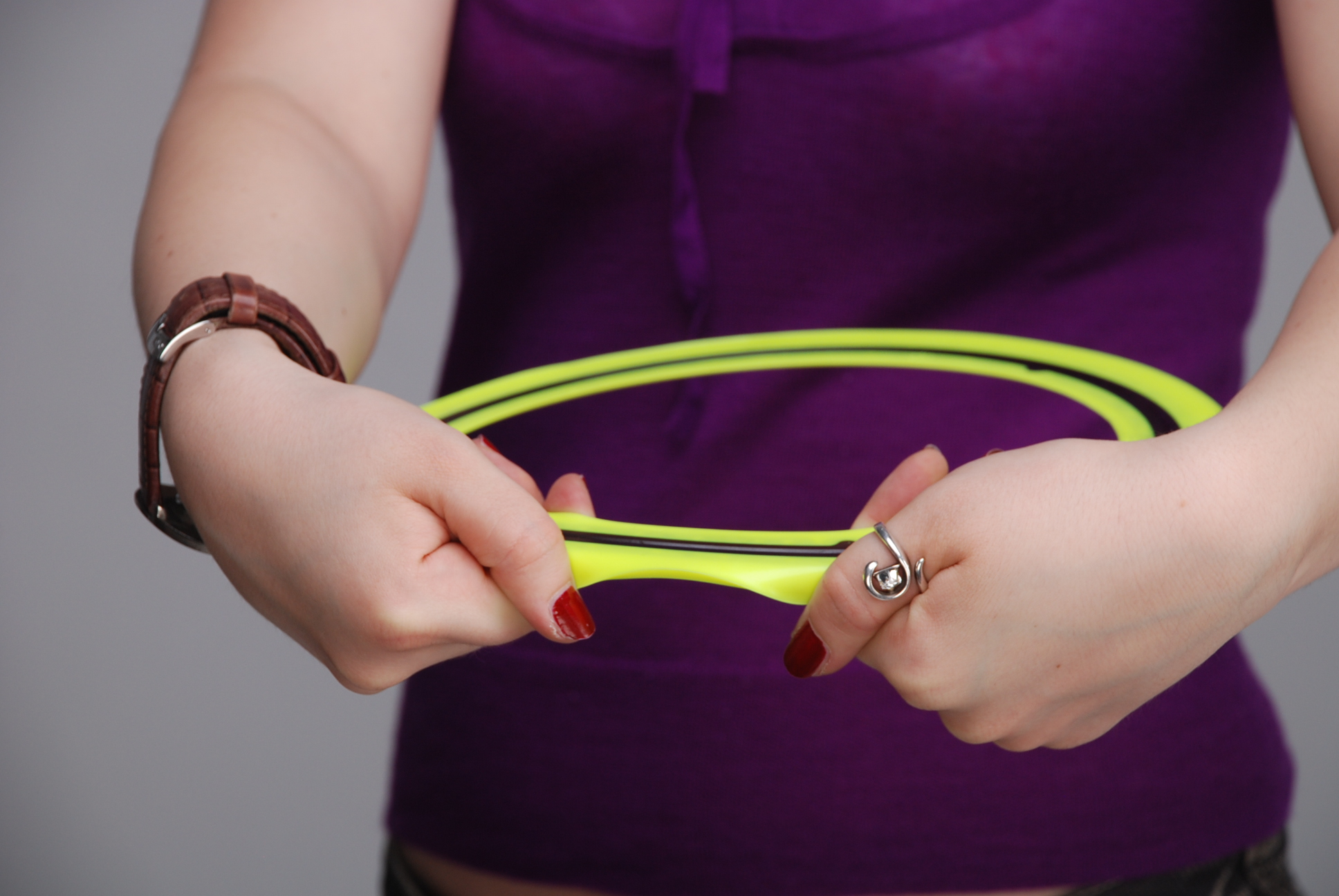
Ein Aerobie

Ein Aerobie ist ein Sport- und Freizeitgerät, das auf ähnliche Weise wie ein Frisbee geworfen wird. Das Aerobie ist allerdings ring- und nicht scheibenförmig. Ein weiteres Unterscheidungsmerkmal zum Frisbee ist seine geringere Masse und der stabilere Flug. Zur Optimierung des Flugverhaltens kann das Aerobie leicht verbogen werden. Aufgrund seines sehr geringen Luftwiderstandes und des stabilen Flugverhaltens kann es sehr viel weiter als ein Frisbee geworfen werden. Der Ring ist nur ca. 3 mm dick.
Das Aerobie wurde 1984 von Alan Adler erfunden. Es besitzt einen Kern aus Polycarbonat mit weichen Kanten aus Gummi an der Außen- und der Innenseite. Die Gummikante an der Außenseite ist auf besondere Weise aerodynamisch gestaltet und wesentlich verantwortlich für die Flugeigenschaften des Aerobie.
Am 14. Juli 2003 wurde von Erin Hemmings in Fort Funston mit dem Aerobie mit einer Entfernung von 406,30 m ein Weltrekord für von Menschenhand geworfene Objekte aufgestellt. Das Sportgerät war dabei 30 Sekunden in der Luft (inoffizieller Wert) und war das erste Objekt, das weiter als eine Viertelmeile (ca. 402,3 m) geworfen wurde. Dieser Weltrekord wurde im Jahr 2005 allerdings mit einem Bumerangwurf von 427,2 m überboten.